# Stadhuis (metrostation)
Metrostation Stadhuis is een ondergronds metrostation in Rotterdam. Het station werd geopend op 9 februari 1968, tegelijk met de ingebruikname van de eerste Rotterdamse metrolijn, tegenwoordig metrolijn D geheten.
Station Stadhuis is gelegen onder de Coolsingel, vlak bij het Hofplein en het Stadhuisplein, direct voor het Rotterdamse stadhuis.
Een van de uitgangen van het station leidt rechtstreeks naar de tramhalte in de middenberm van de Coolsingel.
Er kan worden overgestapt op:
- tramlijn 1 richting De Esch (Rotterdam) en Holy (Vlaardingen)
- tramlijn 3 richting Rotterdam Centraal en Beverwaard
- tramlijn 11 richting De Esch (Rotterdam) en Woudhoek (Schiedam)

Het station kent gescheiden perrons voor beide reisrichtingen, die bereikt kunnen worden via een stationshal, gelegen op de etage tussen de sporen en het straatniveau. De perrons maken aan hun noordelijke uiteinde een flauwe bocht, omdat de metrotunnel hier naar het westen afbuigt, in de richting van het Centraal Station. In 2000 werd het metrostation opgeknapt en kreeg het een moderner uiterlijk. Op de perrons werden aan het einde van de trappen kunstmatige watervallen gecreëerd. De zuilen tussen de sporen kregen een donkerrode kleur, maar in januari 2007 zijn deze opnieuw geverfd, in dezelfde grijze kleur als op station Beurs te zien is.
Metrostation Stadhuis bezat ook een aantal schuilkelders, voor de Koude Oorlog, als er gevaar dreigde. Veel van de schuilkelders zijn gesloopt, alleen de gang van het Stadhuis naar het metrostation is er nog wel. Door deze gang kon het gemeentebestuur makkelijker naar de schuilkelders, zonder over straat te hoeven gaan.
Op 23 oktober 2018 heeft RET het metrostation tijdelijk gesloten wegens asbestvondst. Een dag later heeft RET aangekondigd dat het station 2.5 weken lang dicht moet blijven wegens sloopwerkzaamheden in verband met asbest (dus tot en met 19 november 2018).

## Afbeeldingen

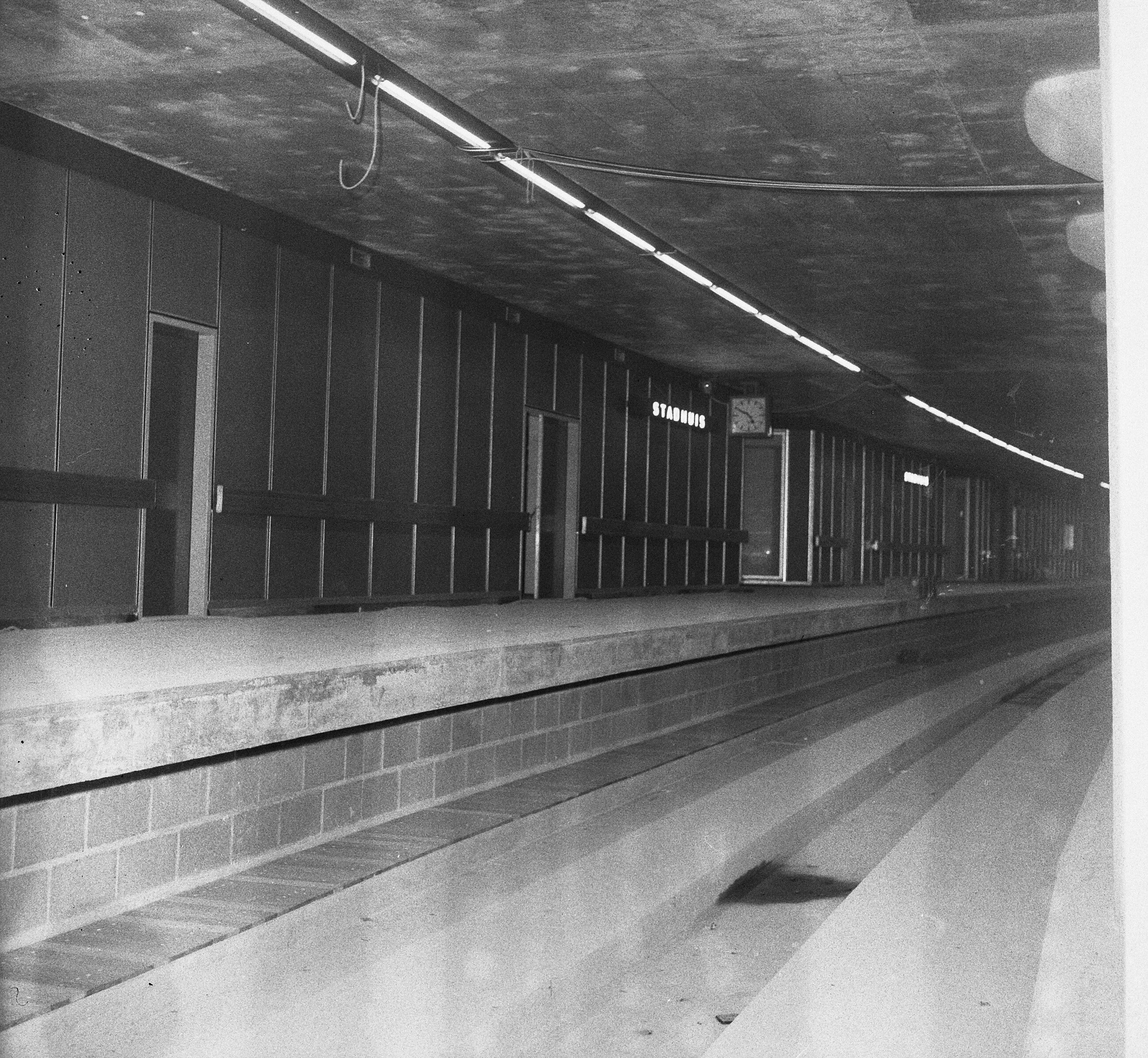
Station in aanbouw; 1966
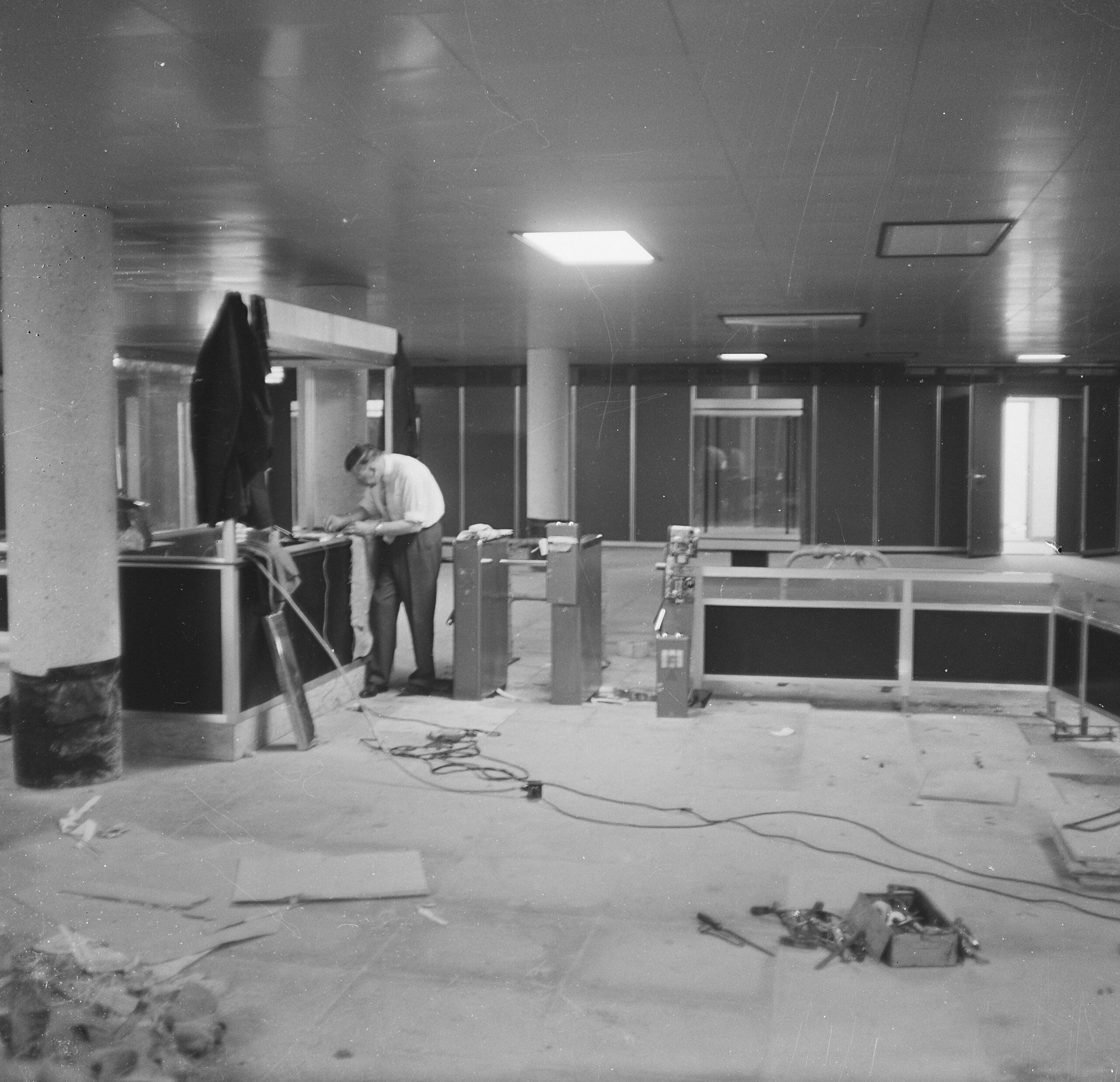
Station in aanbouw; 1966
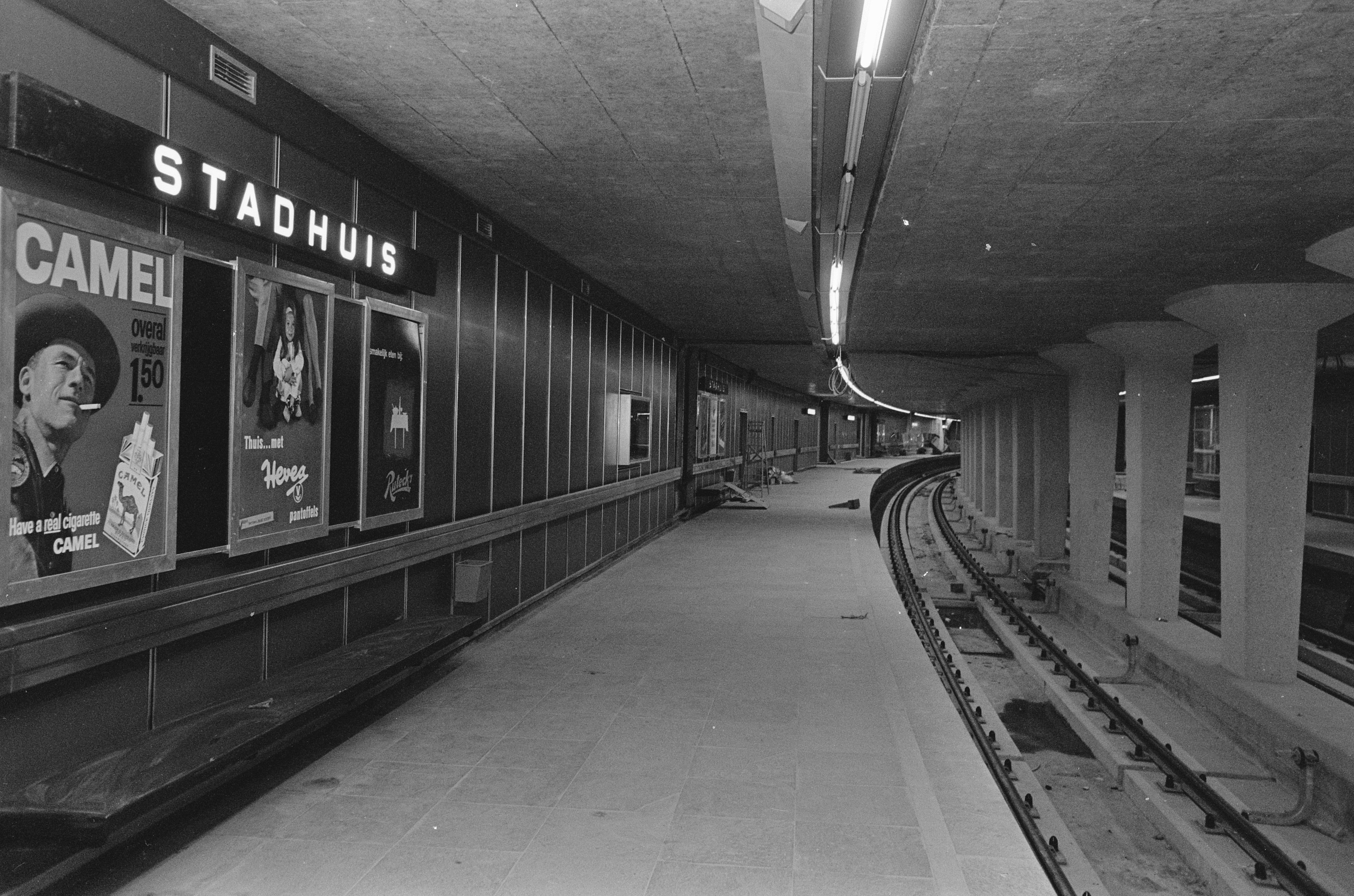
1967
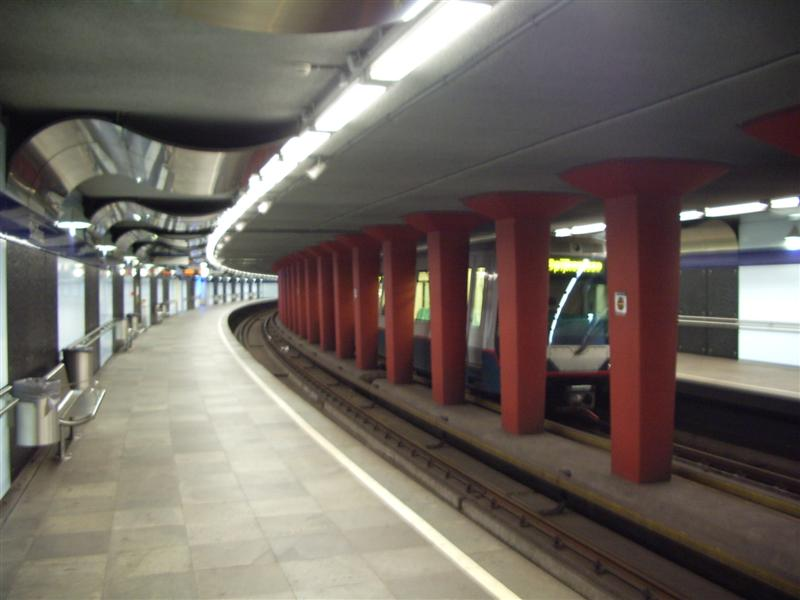
2006
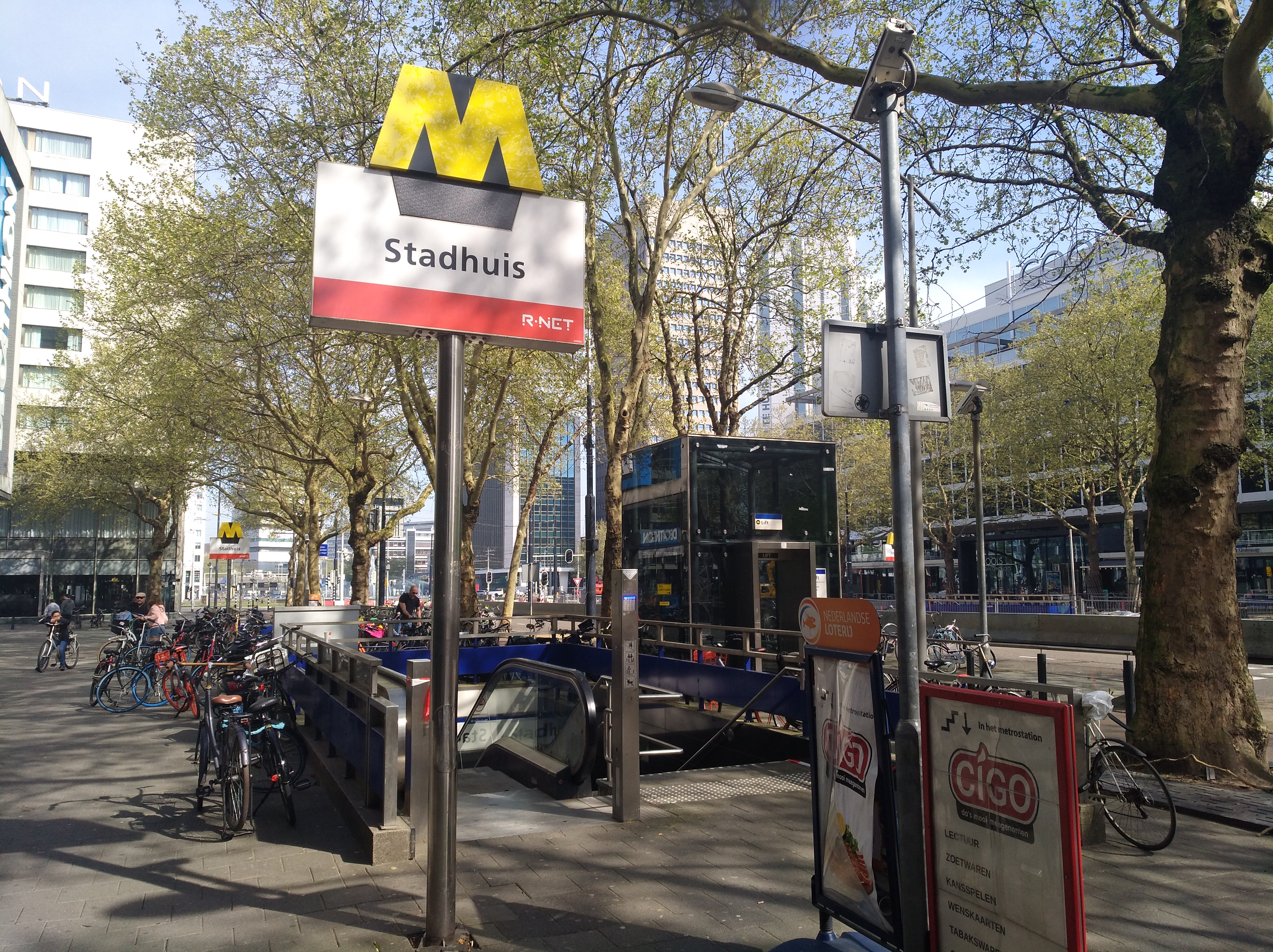
Entree; 2019

Rotterdam Centraal  · Stadhuis · Beurs · Leuvehaven · Wilhelminaplein · Rijnhaven · Maashaven · Zuidplein · Slinge · Rhoon · Poortugaal · Tussenwater · Hoogvliet · Zalmplaat · Spijkenisse Centrum · Heemraadlaan · De Akkers
Den Haag Centraal  · Laan van NOI  · Voorburg 't Loo · Leidschendam-Voorburg · Forepark · Leidschenveen · Nootdorp · Pijnacker Centrum · Pijnacker Zuid · Berkel Westpolder · Rodenrijs · Meijersplein/Airport · Melanchthonweg · Blijdorp · Rotterdam Centraal  · Stadhuis · Beurs · Leuvehaven · Wilhelminaplein · Rijnhaven · Maashaven · Zuidplein · Slinge